# Cratere Mont
Mont è un cratere sulla superficie di Ganimede.